# イタロ・西ロマンス語
イタロ・西ロマンス語（イタロ・にしロマンスご、英: Italo-Western languages）は、ロマンス諸語の分類例の一つで、西方で東ロマンス語と対を成す概念である。
ラテン語からの直接派生であるイタロ・ダルマチア語（南ロマンス語）と、イベリア諸語・ケルト諸語との混交が見られる西ロマンス語に大別される。

## 種類

### イタロ・ダルマチア語
※北部方言以外は東ロマンス語に分類されることが多い。
- イタリア語（トスカーナ語）
  - コルシカ語
  - 中央イタリア語
    - ローマ語
- ナポリ・カラブリア語
- シチリア語
  - タラント語
- イストリア語
- ダルマチア語

### 西ロマンス語
- ガロ・ロマンス語（ガリア地域、すなわち現在のフランス、スイス、ベルギー周辺）
  - オイル語（フランス北部、ベルギー南部）
    - フランシアン語
      - フランス語

    - ピカルディ語
    - ロレーヌ語
    - シャンパーニュ語
    - ポワトゥー語
    - ガロ語
    - ワロン語

  - アルピタン語（フランス中西部）
  - レト・ロマンス語群
    - ラディン語
    - フリウリ語
    - ロマンシュ語

  - ガロ・イタリア語（イタリア大陸部）
    - ロンバルド語
      - ティチーノ語

    - ピエモンテ語
    - リグリア語
      - モナコ語

    - エミリア・ロマーニャ語

  - ヴェネト語（アドリア海沿岸北部）
- イベロ・ロマンス語（イベリア半島）
  - スペイン語（カスティーリャ語、イベリア中央部）
    - アンダルシア語
    - ユダヤ・スペイン語

  - アラゴン語（イベリア北東部）
  - アストゥリアス・レオン語（イベリア北西部）
    - アストゥリアス語
    - レオン語
    - エストレマドゥーラ語
    - ミランダ語

  - ガリシア・ポルトガル語（イベリア西部）
    - ガリシア語（北部）
    - ポルトガル語（中央・南部）

  - モサラベ語
- オクシタニー・カタロニア語（イベロ・ロマンス語とガロ・ロマンス語の中間。暫定的な分類）
  - カタルーニャ語（スペイン東部）
    - バレンシア語

  - オック語（フランス南部）
    - ラングドシャン語
    - プロヴァンス語
    - ガスコーニュ語
      - アラン語

    - プロヴァンサル・アルパン語
    - オーヴェルニュ語
    - リムーザン語